# 管夷吾肋骨介
管夷吾肋骨介（学名：Costa kuanyiwui）为粗面介科肋骨介屬下的一个种。